# Хиротесија
Хиротесија или рукопроизвођење је у Православној цркви полагање руку с молитвом за посвећење у ранг нижег клира – у чин чтеца или ипођакона. Право хиротесије припада епископима, али у манастирима је, према 14. канону Седмог васељенског сабора, дозвољено да их врше и настојатељи (архимандрити и игумани).
Хиротесија се, за разлику од хиротоније, врши изван олтара, у средишту храма. То указује на то да је значај хиротесије нешто нижи од хиротонисања, али не умањује значај хиротесије.
Рукоположење свештенства у вишу хијерархију свештенства врши се и путем хиротесије. Посвећење игуманије женског манастира такође се врши хиротесијом.
Процедура за вршење црквеног обреда хиротесије налази се у Чиновнику архијерејског свештенослужења.